# Elizabeth Álvarez
Elizabeth Álvarez Ronquillo (Ciudad Juárez, Chihuahua, 30 de agosto de 1977) é uma atriz mexicana revelada no Centro de Educação Artística (CEA) da Televisa.

## Biografia
Elizabeth Álvarez estudou no "Centro de Educación Artística"(CEA) da Televisa e começou sua carreira em 2000 com a telenovela Mi destino eres tú produzida por Carla Estrada. No ano seguinte, 2001, participou de Amigas y rivales, exibida pelo SBT, produzida por Emilio Larrosa.
Logo após, em 2001, participou de Navidad sin fin como Yolanda. Em 2002 participou de Las vías del amor também produzida por Emilio Larrossa, onde viveu a vilã Sonia Francis. No ano de 2003 em Velo de novia fez Dulce Maria e em 2005, fez Sueños y Caramelos vivendo outra antagonista Rocio de los Santos.
Elizabeth é conhecida por conseguir interpretar qualquer papel. Em 2011 obteve sua segunda protagonista, Isabel na telenovela Amorcito corazón, onde atuou ao lado de Diego Olivera.
Em 2013 interpreta a vilã Lúcia Narvaez na telenovela Corazón indomable.
Em 2017 volta para as telenovelas como vilã em El vuelo de la victoria.

## Vida pessoal
No dia 15 de outubro de 2011 se casa com o ator Jorge Salinas. Eles haviam contracenado juntos em 2008, na novela Fuego en la sangre. Na madrugada de 2 de dezembro de 2015, no hospital El Paso, Texas, Estados Unidos, Elizabeth Álvarez torna-se mãe de gêmeos, fruto de uma relação com Jorge Salinas. Os gêmeos Máxima e León estavam previstos para vir ao mundo somente no final do ano ou início de 2016, porém eles se adiantaram e nasceram no começo do mês de dezembro de 2015.

## Telenovelas
| Ano  | Título                  | Papel                                  |
| ---- | ----------------------- | -------------------------------------- |
| 2000 | Mi destino eres tú      | Yolanda                                |
| 2001 | Amigas y rivales        | Rocio                                  |
| 2001 | Navidad sin fin         | Sílvia                                 |
| 2002 | Las vías del amor       | Sonia "Francis" Vasquez Solís          |
| 2003 | Velo de novia           | Dulce María Salazar                    |
| 2005 | Sueños y caramelos      | Rocío de Los Santos                    |
| 2005 | Contra viento y marea   | Minerva Lizarraga                      |
| 2006 | La fea más bella        | Márcia Villarroel                      |
| 2008 | Fuego en la sangre      | Jimena Elizondo Acevedo                |
| 2009 | Sortilégio              | Irene                                  |
| 2011 | Amorcito corazón        | Isabel Cordero Lobo Valencia           |
| 2013 | Corazón indomable       | Lucía Bravo de Narváez                 |
| 2017 | El vuelo de la Victoria | Magdalena Sánchez de De la Peña        |
| 2022 | La herencia             | Déborah Portillo Peralta / de Alamillo |
| 2023 | Nadie como tú           | Begoña Toledano Maciel / de Figueroa   |

## Séries, Programa de Tv e Filmografia
- Mujer, casos de la vida real (Série de Tv)
- Vengeance Bitter (Programa de Tv)
- Big Brother 2004 (Programa de Tv)
- La Vulka (Filme- 2004)

## Teatro
- Perfurme de Gardeñas (2010/ 2012)

## Prêmios e indicações
- Melhor atriz novata (Las vías del amor) (2003)- Vencedora
- Melhor atriz coadjuvante ( La fea más bella) (2007)- Vencedora
- Melhor atriz antagônica (Corazón indomable) (2013)- Nomeada